# Koselmühle
Die Koselmühle, niedersorbisch Kózański Młyn, ist ein Wohnplatz im Ortsteil Glinzig der Gemeinde Kolkwitz im Landkreis Spree-Neiße im Land Brandenburg.

## Geografische Lage
Der Wohnplatz liegt rund 5,7 südwestlich des Gemeindezentrums von Kolkwitz und grenzt im Süden unmittelbar an die Gemeinde Drebkau. Nördlich befindet sich der Kolkwitzer Ortsteil Kackrow, westlich der weitere Ortsteil Wiesendorf sowie im Osten der Wohnplatz Forsthaus Stadtheide. Die Gebäude wurden entlang des Koselmühlenfließes errichtet, das von Süden kommend durch das gleichnamige Naturschutzgebiet Koselmühlenfließ in nördlicher Richtung verläuft und im Naturschutzgebiet Glinziger Teich- und Wiesengebiet entwässert.

## Geschichte

### 16. bis 18. Jahrhundert
Markgraf Johann von Küstrin ließ ab 1530 auf der Gemarkung von Glinzig mehrere Teiche anlegen. Glinzig selbst war im Jahr 1478 sowie von 1536 bis 1561 im Lehnsbesitz der Familie von Muschwitz. Anschließend übernahm das Amt Cottbus das Dorf. In dieser Zeit erschien im Jahr 1635 erstmals eine Mühle, 1652 ein kurfürstlicher Teichknecht, der Kose(l)-Müller. Dieser Müller war zwischen 1649 und 1659 Hans Scheda, der sich vor seinen Gläubigern und dem Lehnsherren Georg von Muschwitz vor Gericht verantworten musste. Am 29. November 1663 kam es zu einem Erbvergleich zwischen den Brüdern Wolf Nickel, Georg Ernst und Hans Kaspar von Muschwitz. Neben weiteren Dörfern, Büdnern und anderen Bewohnern erhielt die Mutter des verstorbenen Georg Nickel unter anderem auch die Koselmühle. Der dort mittlerweile tätige Müller, ein Christoph Neumann, konnte aber offenbar die Leibgedinge nicht wie im vereinbarten Rahmen leisten: Im Jahr 1670 sollte ein Verhörtermin vor dem Kastenamt Cottbus stattfinden, der jedoch auf Bitten des Müllers verschoben wurde. Es ist denkbar, dass die Mühle zu dieser Zeit ebenfalls von einer Überschwemmung in der Region um Vetschau/Spreewald betroffen gewesen war, denn: Zur gleichen Zeit bat der Pastor Wintzer (Winzer) aus Vetschau um Entschuldigung, dass er auf Grund des Hochwassers einige Briefe nicht rechtzeitig verschicken konnte. Zuvor war die Mühle bereits in einem anderen Rechtsstreit erschienen. Wolf Nickel und Kaspar Sigismund von Köck(e)ritz stritten im Juni 1688 darum, wer rechtmäßiger Eigentümer des Koselbuschs und der Mühle sei. Im Winter des genannten Jahres entschieden die kurfürstlich-brandenburgischen bzw. fürstlich-sächsischen Kommissare Ludwig von Brandt, J. F. von Weißenfels, H. G. F. von Schrecke und Gottfried Mußigk, dass künftig die Landesgrenze zwischen der Cottbuser Stadtheide, Koschendorf und dem Kosebusch einschließlich der Koselmühle verlaufen solle. Das Gebiet der Wassermühle umfasste in den Jahren 1718/1719 insgesamt eine Hufe. Die Streitigkeiten in der Region gingen indes weiter. Aus den Jahren 1727 bis 1730 sind weitere Grenzstreitigkeiten zwischen dem Gutsbesitzer von Loeben aus Wiesendorf und dem Amt Cottbus aktenkundig. Im Jahr 1733 gehörten die Einkünfte aus der Koselmühle neben anderen Gütern einem noch minderjährigen Sohn der Familie Muschwitz, die verpachtet wurden. Unterdessen setzten sich die Grenzstreitigkeiten auch im 18. Jahrhundert fort und führten im Jahr 1753 zu einem Rezess zwischen dem zu Sachsen gehörenden Kuschendorf und den brandenburgischen Dörfern Glinzig und der zu ihr gehörenden Koselmühle. Dies schien von Erfolg gekrönt zu sein, denn in den Folgejahren sind keine weiteren Streitigkeiten mehr aktenkundig geworden. Im Jahr 1799 wurde die Koselmühle verkauft.

### 19. bis 21. Jahrhundert

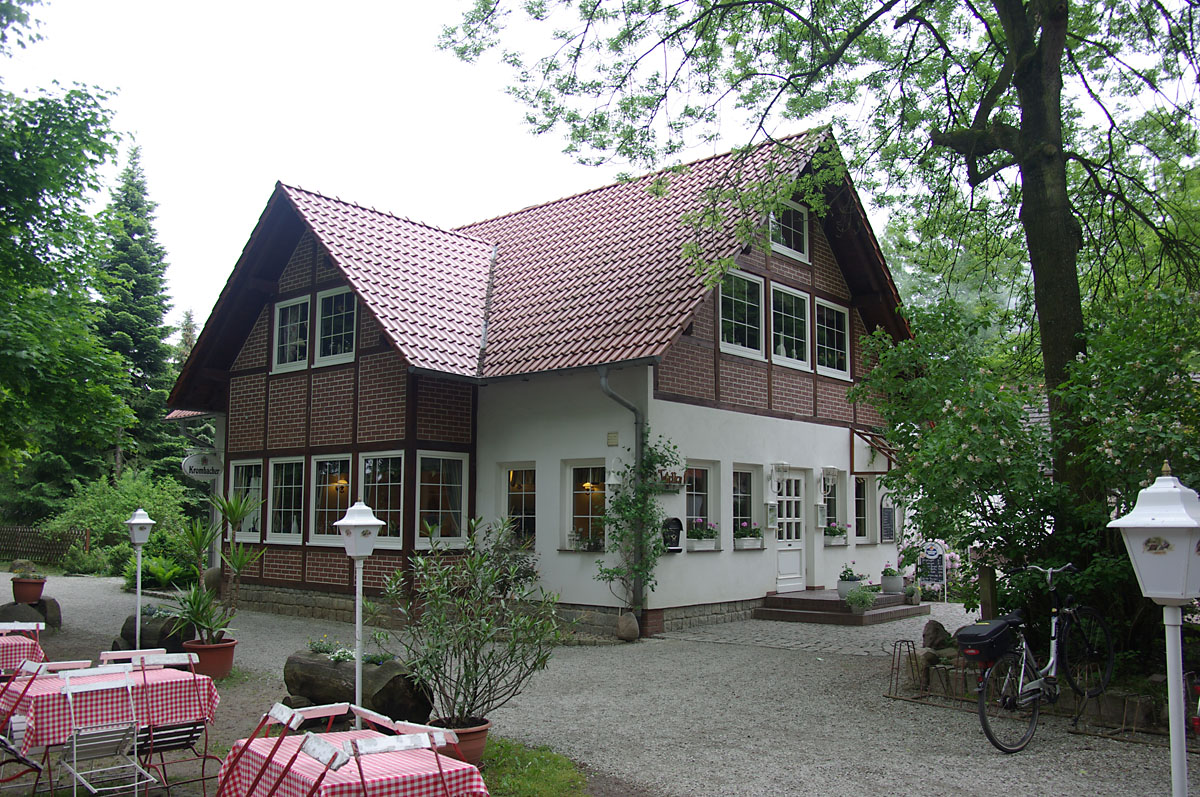
Koselmühle, 2010

Im Jahr 1809 wurde lediglich von einem Wassermüller in der Koselmühle berichtet. Dort lebten im Jahr 1818 insgesamt elf Personen in einem Haushalt; im Jahr 1840 waren es zehn. In dieser Zeit muss der Mühlenzwang auch für die Koselmühle entfallen sein, denn der Müller erhielt in der Mitte des 19. Jahrhunderts eine entsprechende Entschädigung als Ausgleich. Wenige Jahre später wurde über die Ablösung der Reallasten verhandelt. Bis 1864 war die Anzahl der Bewohner auf 18 Personen angestiegen. Gegen Ende des 19. Jahrhunderts wurde die Mühle schließlich nach Glinzig eingemeindet und kam somit im Jahr 1993 in die Gemeinde Kolkwitz. Das Mühlengebäude wird im 21. Jahrhundert als Gaststätte genutzt.

## Kultur und Sehenswürdigkeiten
- Naturschutzgebiet Koselmühlenfließ